# Catalunya Blaus Almogàvers

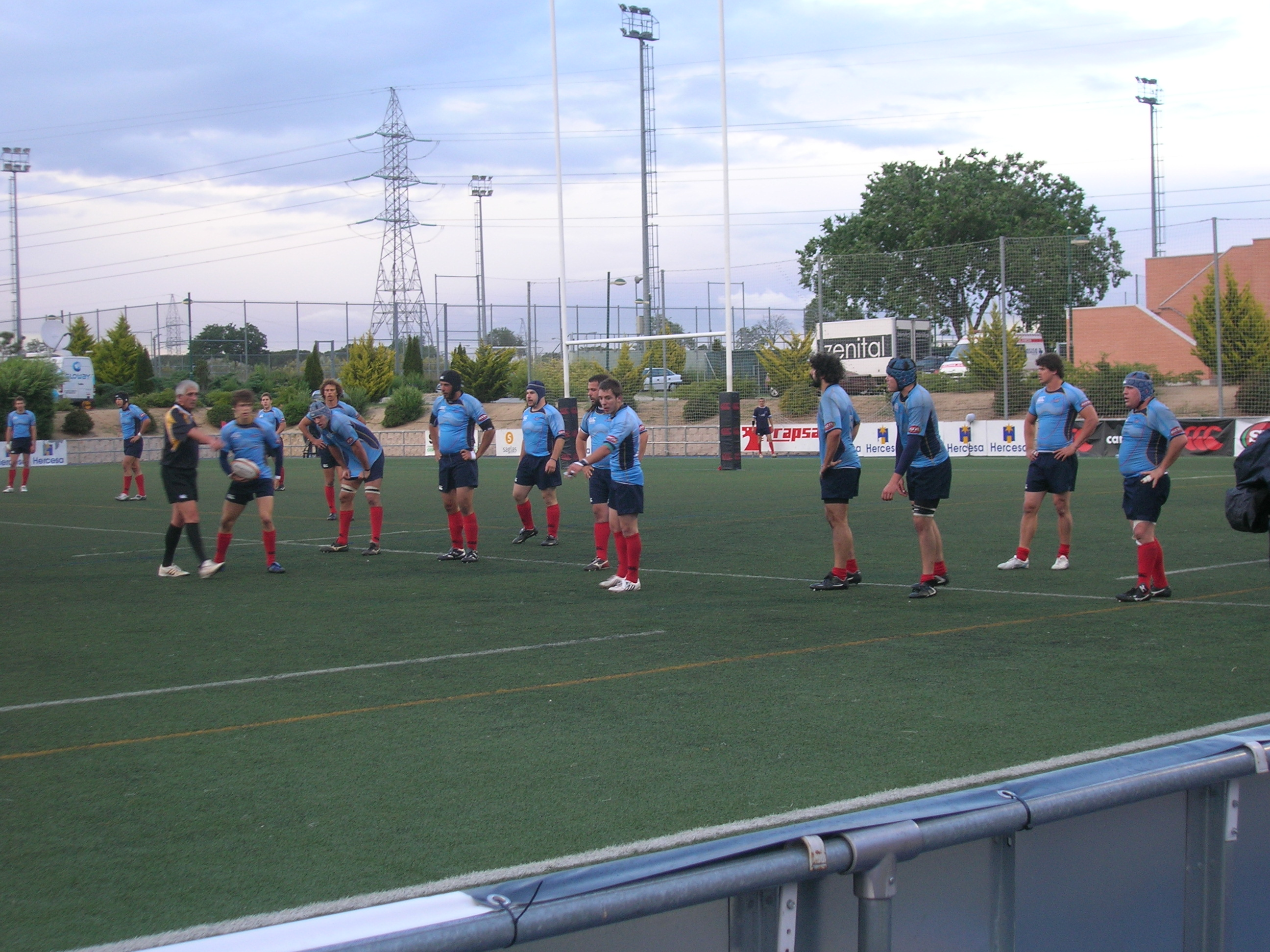
Catalunya Blaus Almogavers, 2009.

Catalunya Blaus Almogàvers (Cataluña Azules Almogávares en español) fue la franquicia de rugby que representó a la región española de Cataluña en la extinta Liga Superibérica. La sede principal del equipo estaba ubicada en San Baudilio de Llobregat (Barcelona) España, jugándose los partidos en el Estadio Baldiri Aleu, propiedad de uno de los clubes inmersos en el proyecto, la Santboiana.
El equipo fue fundado en 2009, y nació aglutinando, a varios de los equipos catalanes: la UE Santboiana que participaba en la División de Honor; de Primera División Nacional también participaron jugadores del R.C. Sitges, C.R. Sant Cugat, R.C. Hospitalet; asimismo, participaron jugadores de la regional catalana de los clubes: Castelldefels R.U.C, C.E. INEF Lleida, Gòtics R.C., Reus Deportiu y R.C. Cornellà. Asimismo, también se espera para próximas ediciones que algún equipo francés del Top 14 ceda a sus jugadores.
La marca deportiva Canterbury of New Zealand vistió a esta franquicia, igual que a las otras cinco participantes.

## Nombre e Imagen
El nombre de la franquicia, Almogàvers (almogávares), se inspira en la historia de la Corona de Aragón. Durante la Edad Media, la Corona de Aragón basó su poder militar en el Mediterráneo en estas fuerzas de choque de infantería. El adjetivo Blaus, que significa "azules", viene dado por el color de sus camisetas, así como muchas otras franquicias de distintas competiciones que usan este formato como los Cardiff Blues de la Magners League o los Auckland Blues (Super 14).
El logotipo de la franquicia es la palabra Almogàvers rodeada por unas líneas azules con forma de balón de rugby y la bandera catalana debajo del nombre.

## Historia
El primer partido disputado por esta franquicia fue el 24 de abril de 2009, en un encuentro celebrado en el Miniestadio de Anoeta frente a Basque Korsarioak, no consiguió vencer, pero obtuvo el bonus defensivo que tan necesario le fue al final de la fase regular de la liga. Esta fase regular se caracterizó por unos pequeños altibajos que hasta la última jornada no consiguieron clasificarse para la Final Four celebrada en Madrid, gracias a su cuarta posición en la liga. En las semifinales se enfrentaron a los La Vila Mariners a los que no consiguieron derrotar y, por tanto, no consiguieron clasificarse para la Final. La final de consolación la jugaron frente a Korsarioak, a los cuales no consiguieron derrotar y quedaron así con la cuarta plaza de esta primera edición de la liga.